# Philocheras dimorphus
Philocheras dimorphus is een garnalensoort uit de familie van de Crangonidae. De wetenschappelijke naam van de soort is voor het eerst geldig gepubliceerd in 1971 door Fujino & Miyake.